# 3952 Russellmark
3952 Russellmark este un asteroid din centura principală, descoperit pe 14 martie 1986, de Observatorul din Rojen.